# یاسین مالک
یاسین مالک (زاده۳ آوریل ۱۹۶۶) یک رهبر جدایی طلب کشمیری و مبارز سابق است که از جدایی کشمیر از هند و پاکستان حمایت می‌کند. او رئیس جبهه آزادی‌بخش جامو و کشمیر است که در ابتدا ستیزه‌جویان مسلح را در دره کشمیر رهبری می‌کرد. مالک در سال ۱۹۹۴ خشونت را کنار گذاشت و روش‌های مسالمت آمیز را برای حل و فصل مناقشه کشمیر اتخاذ کرد. در ماه مه ۲۰۲۲، مالک به اتهام توطئه جنایی و جنگ علیه دولت، اعتراف کرد و به حبس ابد محکوم شد.

## دوران جوانی
یاسین مالک در ۳ آوریل ۱۹۶۶ در محله پرجمعیت مایسوما سرینگر به دنیا آمد. پدرش غلام قدیر مالک (۱۹۳۷–۲۰۱۲) به دلیل ایست قلبی در ۱۴ مه ۲۰۱۲ در حالی که در سفری به پاکستان به سر می‌برد، درگذشت. او سه خواهر دارد، از جمله آمنه مالک که از حقوق بهتر زندانی در زندان تیهار در حمایت از برادرش تلاش می‌کند حمایت کرده‌است.
مالک در یک موضعگیری گفت: به عنوان یک پسر جوان، شاهد خشونت‌هایی بود که در خیابان‌ها توسط نیروهای امنیتی انجام می‌گیرد. در ۱۹۸۰، پس از مشاهده درگیری بین ارتش و رانندگان تاکسی، گفته می‌شود که او به یک شورشی تبدیل شده‌است. او حزبی به نام حزب طلا تشکیل داد تا با تشکیل یک جبهه انقلابی به چاپ و توزیع مطالب سیاسی و ایجاد اغتشاشات بپردازد. گروه او برای برهم زدن مسابقه کریکت ۱۹۸۳ با هند غربی (یک منطقه از شمال اقیانوس اطلس در دریای کارائیب) در استادیوم شری کشمیر تلاش کرد، همچنین برگزاری اعتراض اجتماعی در برابر کنفرانس ملی در سرینگر و اعتراض به اعدام مقبول بات شرکت داشت. مالک در این خصوص دستگیر و به مدت چهار ماه در بازداشت بود.
پس از آزادی در سال ۱۹۸۶، حزب طلا به لیگ اسلامی دانشجویان (ISL) تغییر نام داد و مالک دبیر کلی آن را به عهده گرفت. ISL به یک جنبش مهم جوانان تبدیل شد. از جمله اعضای آن اشفق مجید وانی، جاوید میر و عبدالحمید شیخ بودند. آنها ا به سوی مولوی محمد یوسف شاه رهبر مردم ناحیه سرینگر که گفته می‌شد خطبه‌های نماز جمعه او مورد علاقه جوانان بوده‌است، کشیده شدند.

## فعالیت‌های اخیر
در اکتبر ۱۹۹۹، مالک توسط مقامات هندی تحت قانون ایمنی عمومی جامو و کشمیر (PSA) دستگیر شد و دوباره در ۲۶ مارس ۲۰۰۲ تحت قانون پیشگیری از تروریسم هند (POTA) دستگیر شد. او نزدیک به یک سال در بازداشت بود.
مالک با رئیس‌جمهور پاکستان، نخست‌وزیر پاکستان، نخست‌وزیر هند و دیگر رهبران جهان دیدارهای انفرادی داشته‌است. در سال ۲۰۰۷، مالک و حزبش کمپینی به نام سفر آزادی (سفر آزادی) راه اندازی کردند. سفرهای او برای دیدار با برخی از رهبران منتخب جهان، ایجاد فضایی از احساسات ضد هندی در میان مردم بود. که بیش از یک سال ادامه داشت. در این مدت یاسین مالک و همکارانش از حدود ۳۵۰۰ شهر و روستای کشمیر بازدید کردند و موضع ضد هندی را ترویج نمودند.
در سال ۲۰۰۵، یک جناح رقیب مالک در JKLF یک سازمان جداگانه «JKLF(راست)» را تشکیل داد. جاوید میر فراخوان‌دهنده آن بود.
در فوریه ۲۰۱۳، مالک با حافظ محمد سعید، رئیس ممنوعه لشکر طیبه در تظاهراتی در اسلام‌آباد با وی تظاهرات مشترک گذاشتند، که توسط بسیاری از مفسران، از جمله مسلمانان محکوم شد.
در ۴ دسامبر ۲۰۱۳، JKLF ادعا کرد که مالک به دلیل ایدئولوژی سیاسی جدایی‌طلبی او به همراه همسر و دختر ۱۸ ماهه‌اش از هتلی در دهلی نو بیرون انداخته شد. در ۱۲ ژانویه ۲۰۱۶، یاسین طی نامه‌ای به نواز شریف، نخست‌وزیر پاکستان نوشت و نسبت به ادغام گیلگیت-بالتستان با پاکستان مخالفت کرد.

### اتهامات حمله ۱۹۹۰
در مارس ۲۰۲۰، مالک و شش همدستش تحت قانون فعالیت‌های تروریستی و مخرب (پیشگیری) (TADA)، قانون تسلیحات ۱۹۵۹و قانون مجازات رانبیر به دلیل حمله به ۴۰ پرسنل نیروی هوایی هند در راولپورا، سرینگر در ۲۵ ژانویه ۱۹۹۰متهم شدند. در جریان این حمله چهار پرسنل نیروی هوایی ارتش جان باختند. مالک به دلیل ربودن روباعیا سید و متعاقب آن مبادله پنج ستیزه‌جو با محاکمه روبرو شد.
در ۱۹ مه ۲۰۲۲، مالک توسط دادگاه NIA به اتهام توطئه و جنگ علیه دولت مجرم شناخته شد، و متعاقباً به دو فقره حبس ابد و پنج مجازات ۱۰ ساله زندان محکوم شد که همگی به‌طور همزمان اعمال شدند.

## زندگی شخصی
در ۲۰۰۹، مالک در ۲۲ فوریه ۲۰۰۹ با هنرمند پاکستانی مشعل حسین مالک (متولد ۱۹۸۵) در راولپندی ازدواج کرد. این دو زمانی که یاسین در سال ۲۰۰۵ در تور پاکستان بود، ملاقات کردند. آنها در مارس ۲۰۱۲ صاحب دختری به نام راضیه سلطانه شدند. مشعل و دخترش در حال حاضر در اسلام‌آباد زندگی می‌کنند.
مشعل فارغ‌التحصیل دانشکده اقتصاد لندن است. او از یک خانواده مرفه پاکستانی است، مادرش - ریحانه حسین مالک - دبیرکل جناح زنان PML-N بود، در حالی که پدرش - ام.ال. حسین مالک (متوفی ۲۰۰۲) - یک اقتصاددان بین‌المللی بود که ریاست دانشگاه بن را بر عهده داشت. وی در بخش اقتصاد و اولین عضو پاکستانی هیئت داوران جایزه نوبل بود. برادر او -حیدرعلی حسین مالک- یک تحلیلگر سیاست خارجی مستقر در واشینگتن دی سی است و در حال حاضر مدرس مدرسه فوق لیسانس نیروی دریایی است. و خواهرش، سابین حسین مالیک، یک مددکار اجتماعی است.
یاسین از کالج SP فارغ‌التحصیل شد و مدرک خود را در سرینگر به دست آورد. وی همچنین می‌گوید بیشتر دانش خود را هنگام گذراندن دوران محکومیت خود در زندان‌های مختلف به‌طور خودآموز کسب کرده‌است. مالک اشعار علامه اقبال و نوشته‌های امام غزالی را دوست دارد.